# Индокитай (филм)
„Индокитай“ (на френски: Indochine) е френски романтичен филм от 1992 година на режисьора Режис Варние по негов сценарий в съавторство с Ерик Орсена, Луи Гардел и Катрин Коен.
В основата на сюжета е любовната връзка на млад френски офицер с французойка, притежаваща каучукова плантация край Сайгон, а след това с нейната осиновена дъщеря, произлизаща от местна аристократична фамилия. Действието се развива на фона на историческите събития от последните години на Френски Индокитай и Първата индокитайска война. Главните роли се изпълняват от Катрин Деньов, Венсан Перез, Лин Дан Фам.
„Индокитай“ получава наградите „Оскар“ и „Златен глобус“ за чуждоезичен филм и „Сезар“ актриса в главна и поддържаща роля, операторска работа, сценография и озвучаване. Номиниран е за „Оскар“ за главна женска роля, наградата на БАФТА за чуждоезичен филм и за 7 други награди „Сезар“.